# 岐阜県立多治見看護専門学校
岐阜県立多治見看護専門学校（ぎふけんりつたじみかんごせんもんがっこう）とは、岐阜県多治見市にある、岐阜県が運営する公営の専修学校である。

## 構成学科
- 看護学科（全日制・3年課程）
  - 卒業により看護師国家試験の受験資格が取れる。

## 所在地
- 岐阜県多治見市前畑町5-11-15
  - 岐阜県立多治見病院に隣接。

## 略歴
- 1974年（昭和49年）：岐阜県立多治見高等看護学院として開校。
- 1981年（昭和56年）：岐阜県立多治見看護専門学校に改称。

## 交通機関

### 鉄道
- JR中央本線・太多線 多治見駅下車、徒歩で約20分。

### バス
- 多治見駅前バスターミナル1番のりばより東鉄バス：旭ヶ丘＝小泉線「県病院」行きに乗車、「県病院」バス停下車、徒歩ですぐ。
  - 「小泉8丁目」「北丘団地」「旭ヶ丘10丁目」行きの大部分は「県病院」バス停を経由するが、一部経由しないのもあるので注意。
- 多治見市自主運行バス：「県病院」バス停下車、徒歩ですぐ。